# Tidskrift för Schack
Tidskrift för Schack (TfS) är en svensk tidskrift om schack.

## Om Tidskrift för Schack
Tidskriften utges av Sveriges Schackförbund och är dess officiella organ och medlemsblad. Tidskriften innehåller artiklar om svenskt och internationellt schack.

## Historia
Tidskrift för Schack är Nordens äldsta schacktidskrift och en av världens äldsta fortfarande utkommande schacktidskrifter. Den kom ut med sitt första nummer 1895, då utgiven av Københavns Skakforening under namnet Tidsskrift for Skak. År 1900 togs den över av det Nordiska Schackförbundet och hade då artiklar både på svenska, norska och danska. Sedan 1923 är den organ för Sveriges Schackförbund. 2009 blev det en medlemstidning för schackförbundets medlemmar.
De första fyra åren kom tidskriften ut varje vecka. Sedan blev det en månadstidskrift och senare kom den under många år ut med tio nummer per år. Sedan 2009 kommer det ut fyra nummer per år.